# Volksbank Hohenlohe
Die Volksbank Hohenlohe eG ist eine Genossenschaftsbank mit Hauptstellen in Öhringen, Künzelsau und Gerabronn und weiteren 26 Filialen. Das Geschäftsgebiet der Bank umfasst den Hohenlohekreis sowie Teile der Landkreise Schwäbisch Hall, Heilbronn und Main-Tauber.

## Geschichte
Die Volksbank Hohenlohe eG ist die weltweit älteste noch selbstständige Genossenschaftsbank. Das Geschäftsgebiet der Bank umfasst den Hohenlohekreis sowie Teile der Landkreise Schwäbisch Hall und Heilbronn.
Die Geschichte der Volksbank Hohenlohe eG geht zurück bis ins Jahr 1843. Am 27. August 1843 gründeten Bürger in Öhringen die „Öhringer Privatspar- und Leihkasse“ und legten mit ihrer Idee „Hilfe zur Selbsthilfe“ damit das Fundament für die Entwicklung der heutigen Volksbank Hohenlohe eG. Erst sechs Jahre später, im Jahr 1849, gründete Hermann Schulze-Delitzsch seine erste Genossenschaft. 1859 erkannte Schulze-Delitzsch die Öhringer Gründung als "Volksbank" nach seinen Prinzipien an.
Nach dem Zweiten Weltkrieg fusionierte die Volksbank Öhringen unter Beibehaltung der Firma nacheinander mit der Spar- und Darlehenskasse Untersteinbach (1969), der Spar- und Darlehenskasse Verrenberg (1971), der Raiffeisenbank Forchtenberg (1980), der Raiffeisenbank Ohrnberg (1981), der Raiffeisenbank Baumerlenbach und der Raiffeisenbank Ernsbach-Sindringen (1982) sowie der Raiffeisenbank Schwabbach (1992).
Im Jahr 1993 fusionierte die Volksbank Öhringen schließlich mit der Volksbank Künzelsau und der Raiffeisenbank Kirchensall und nahm die heutige Bezeichnung Volksbank Hohenlohe an, die ihr Geschäftsgebiet durch Fusionen mit der Volksbank Kupferzell, der Volksbank Gerabronn und der Raiffeisenbank Kirchberg-Ruppertshofen (1998) sowie mit der Raiffeisenbank Pfedelbach (2003) weiter vergrößerte.
Die Volksbank Hohenlohe ist mit 3 Hauptstellen, 17 Filialen, 9 "VobaMobil"-Standorten sowie 6 SB-Stellen in der Region vertreten.